# Helgoland Fyr
Helgoland Fyr (tysk: Leuchtturm Helgoland) er et fyrtårn i det nordlige Tyskland, beliggende på den nordfrisiske ø Helgoland. Det nuværende fyr er beliggende på øens overland (højland) vest for Helgoland by og blev oprindeligt bygget som luftværnstårn under 2. verdenskrig, men blev i 1952 ombygget til et fyrtårn. Fyret har med sine 35 mio candela og en rækkevidde på 28 sømil Tysklands stærkeste fyrlys. Det har en brændvidde på 250 mm og fyrkarakter på en hvid blink hvert 5. sekund. Selve tårnet er 35,1 meter højt.
I fyrtårnets kælder blev der under den kolde krig indbygget en atomsikret bunker.